# Grammy Award for Best Compilation Soundtrack for Visual Media

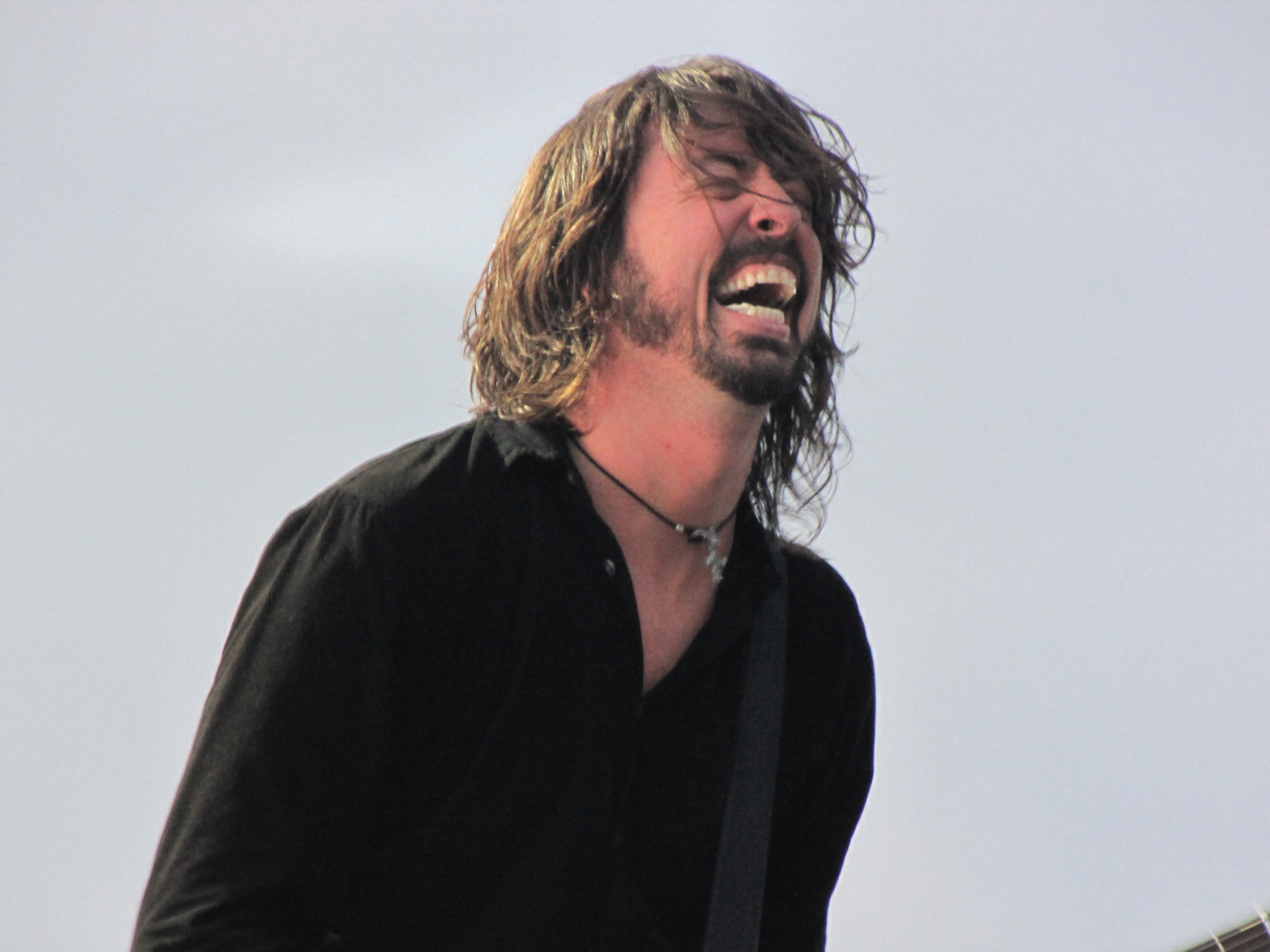
Dave Grohl erhielt den Grammy Award for Best Compilation Soundtrack for Visual Media im Jahr 2014 für den Soundtrack Sound City: Real to Reel.

Der Grammy Award for Best Compilation Soundtrack for Visual Media, auf Deutsch „Grammy-Auszeichnung für den besten zusammengestellten Soundtrack für visuelle Medien“, ist ein Musikpreis, der seit 2000 von der amerikanischen Recording Academy verliehen wird. Der Preis geht an die Künstler und Produzenten des Soundtracks.

## Geschichte und Hintergrund
Die seit 1959 verliehenen Grammy Awards werden jährlich in zahlreichen Kategorien von der Recording Academy in den Vereinigten Staaten vergeben, um künstlerische Leistung, technische Kompetenz und hervorragende Gesamtleistung ohne Rücksicht auf die Album-Verkäufe oder Chart-Position zu würdigen.
Eine dieser Kategorien ist der Grammy Award for Best Compilation Soundtrack for Visual Media. Der Preis wird seit dem Jahr 2000 verliehen und ging im ersten Jahr an Phil Collins und Mark Mancina als Künstler und Phil Collins als Produzent für den Soundtrack zum Zeichentrickfilm Tarzan.
Die Auszeichnung hieß im ersten Jahr noch Grammy Award for Best Soundtrack Album und von 2001 bis 2011 Grammy Award for Best Compilation Soundtrack Album for Motion Pictures, Television or Other Visual Media. Seit 2012 heißt der Preis Grammy Award for Best Compilation Soundtrack for Visual Media.
Der Preis geht an die Musiker und Produzenten des Soundtracks. Sofern diese nicht vorhanden sind geht der Preis an die Person, die aktiv für die musikalische Leitung des Albums verantwortlich ist.

## Gewinner und Nominierte
| Jahr                 | Gewinner | Soundtrack                                         | Nominierte | Bild des/der Gewinner(s) |
| -------------------- | --- | -------------------------------------------------- | --- | ------------------------ |
| 2000                 | Phil Collins - produziert von Phil Collins und Mark Mancina | Tarzan                                             | - American Beauty - Austin Powers: The Spy Who Shagged Me - The Matrix - The Prince of Egypt |                          |
| 2001                 | Verschiedene Künstler - produziert von Cameron Crowe und Danny Bramson | Almost Famous                                      | - The Sopranos - Fantasia 2000 - High Fidelity - Magnolia |                          |
| 2002                 | Verschiedene Künstler - bearbeitet/gemischt von Mike Piersante und Peter F. Kurland - produziert von T-Bone Burnett                                                                            | O Brother, Where Art Thou?                         | - The Sopranos: Peppers & Eggs - Bridget Jones’s Diary - Moulin Rouge! - Shrek |                          |
| 2003                 | The Funk Brothers - bearbeitet/gemischt von Kooster McAllister und Ted Greenberg - produziert von Ted Greenberg, Allan Slutsky und Harry Weinger                                               | Standing in the Shadows of Motown                  | - Dogtown and Z-Boys - I Am Sam - Six Feet Under - Y tu mamá también |                          |
| 2004                 | Verschiedene Künstler - bearbeitet/gemischt von Joel Moss und Dan Hetzel - produziert von Randy Spendlove und Ric Wake                                                                         | Chicago                                            | - Gangs of New York - Kill Bill – Volume 1 - A Mighty Wind - School of Rock |                          |
| 2005                 | Verschiedene Künstler - produziert von Zach Braff | Garden State                                       | - Cold Mountain – T-Bone Burnett (Produzent) - De-Lovely – Peter Asher und Stephen Endelman (Produzenten) - Kill Bill – Volume 2 – Quentin Tarantino (Produzent) - Shrek 2 – Andrew Adamson, Christopher Douridas und Michael Ostin (Produzenten) |                          |
| 2006                 | Verschiedene Künstler - produziert von James Austin, Stuart Benjamin und Taylor Hackford | Ray                                                | - Beyond the Sea – Kevin Spacey (Künstler); Phil Ramone (Produzent) - Napoleon Dynamite – Brian McNelis und Skip Williamson (Produzenten) - Bob Dylan: No Direction Home (Bootleg Series, Vol. 7) – Bob Dylan (Künstler); Steve Berkowitz, Bruce Dickinson und Jeff Rosen (Produzenten) - Six Feet Under: Everything Ends – Gary Calamar, Thomas Golubic und Errol Kolosine (Produzenten)                       |                          |
| 2007                 | Joaquin Phoenix - bearbeitet/gemischt von Mike Piersante - produziert von T-Bone Burnett | Walk the Line                                      | - Brokeback Mountain – Gustavo Santaolalla (Produzent) - Cars – Chris Montan und Randy Newman (Produzenten) - Grey’s Anatomy: Volume 2 – Mitchell Leib und Alexandra Patsavas (Produzenten) - Little Miss Sunshine – DeVotchKa; Mychael Danna (Produzent) |                          |
| 2008                 | The Beatles - bearbeitet/gemischt von Paul Hicks - produziert von George Martin und Giles Martin                                                                                               | Love                                               | - Across the Universe – T-Bone Burnett, Elliot Goldenthal und Matthias Gohl (Produzenten) - Dreamgirls – Beyoncé Knowles, Jennifer Hudson und Anika Noni Rose (Künstler); Harvey Mason, Jr. (Produzent); Randy Spendlove (Produzent); Matthew Rush Sullivan (Produzent); Damon Thomas (Produzent) - Hairspray – Marc Shaiman (Produzent) - Once – Glen Hansard (Künstler/Produzent); Markéta Irglová (Künstler) |                          |
| 2009                 | Verschiedene Künstler - produziert von Jason Reitman, Margaret Yen und Peter Afterman | Juno                                               | - American Gangster - August Rush - Mamma Mia! - Sweeney Todd: The Demon Barber of Fleet Street |                          |
| 2010                 | Verschiedene Künstler - bearbeitet/gemischt von H. Sridhar, P. A. Deepak und Vivianne Chaix - produziert von A. R. Rahman                                                                      | Slumdog Millionaire: Music from the Motion Picture | - Cadillac Records – Steve Jordan (Produzent) - Inglourious Basterds – Quentin Tarantino (Produzent) - True Blood – Alan Ball, Gary Calamar und Kevin Weaver (Produzenten) - Twilight – Paul Katz und Alexandra Patsavas (Produzenten) |                          |
| 2011                 | Verschiedene Künstler - produziert von Stephen Bruton und T Bone Burnett | Crazy Heart                                        | - Glee: The Music, Volume 1 - Tremé - True Blood: Volume 2 - The Twilight Saga: Eclipse |                          |
| 2012                 | Verschiedene Künstler - bearbeitet/gemischt von Stewart Lerman - produziert von Kevin Weaver, Randall Poster und Stewart Lerman                                                                | Boardwalk Empire: Volume 1                         | - Burlesque – Christina Aguilera (Künstler), Cher (Künstler) - Glee: The Music, Volume 4 – Adam Anders, Peer Åström und Ryan Murphy (Produzenten) - Tangled – Alan Menken (Produzent) - True Blood: Volume 3 – Gary Calamar (Produzent) |                          |
| 2013                 | Verschiedene Künstler - produziert von Woody Allen | Midnight in Paris                                  | - The Descendants – Dondi Bastone und Alexander Payne (Produzenten) - Marley – Chris Blackwell und Barry Cole, Produzenten - The Muppets – Kaylin Frank und Mitchell Leib (Produzenten) - Rock of Ages – Adam Anders und Peer Åström (Produzenten) |                          |
| 2014                 | Dave Grohl - bearbeitet/gemischt von James Brown produziert von Butch Vig | Sound City: Real to Reel                           | - Django Unchained – Quentin Tarantino (Produzent) - The Great Gatsby (Deluxe Edition) – Baz Luhrmann (Produzent) - Les Misérables (Deluxe Edition) – Cameron Mackintosh, Lee McCutcheon und Stephan Metcalfe (Produzenten) - Muscle Shoals – Stephan Badger und Greg Camalier (Produzenten) |                          |
| 2015                 | Verschiedene Künstler - produziert von Kristen Anderson-Lopez, Robert Lopez, Tom MacDougall und Chris Montan                                                                                   | Frozen                                             | - American Hustle – Susan Jacobs und David O. Russell (Produzenten) - Get On Up: The James Brown Story – Peter Afterman und Harry Weinger (Produzenten) - Guardians of the Galaxy: Awesome Mix Vol. 1 – James Gunn (Produzent) - The Wolf of Wall Street – Robbie Robertson (Produzent) |                          |
| 2016                 | Verschiedene Künstler - produziert von Julian Raymond | Glen Campbell: I’ll Be Me                          | - Empire: Season 1 - Fifty Shades of Grey - Pitch Perfect 2 - Selma |                          |
| 2017                 | Miles Davis, Keyon Harrold und weitere Künstler - produziert von Steve Berkowitz, Don Cheadle und Robert Glasper                                                                               | Miles Ahead                                        | - Amy - Straight Outta Compton - Suicide Squad (Collector’s Edition) - Vinyl: The Essentials Season 1 |                          |
| 2018                 | Verschiedene Künstler - produziert von Marius de Vries und Justin Hurwitz | La La Land                                         | - Baby Driver - Guardians of the Galaxy Vol. 2: Awesome Mix Vol. 2 - Hidden Figures: The Album - Moana: The Songs |                          |
| 2019                 | Hugh Jackman und verschiedene Künstler - produziert von Alex Lacamoire, Benj Pasek, Justin Paul und Greg Wells                                                                                 | The Greatest Showman                               | - Call Me by Your Name - Deadpool 2 - Lady Bird - Stranger Things |                          |
| 2020 26. Januar 2020 | Lady Gaga & Bradley Cooper - produziert von Paul Blair, Bradley Cooper, Lady Gaga, Nick Monson, Lukas Nelson, Mark Nilan Jr., Benjamin Rice - Music Supervisor: Julianne Jordan, Julia Michels | A Star Is Born                                     | - The Lion King: The Songs von verschiedenen Interpreten - Once Upon a Time in Hollywood von verschiedenen Interpreten - Rocketman – Taron Egerton - Spider-Man: A New Universe von verschiedenen Interpreten |                          |
| 2021 14. März 2021   | Verschiedene Interpreten | Jojo Rabbit                                        | - A Beautiful Day in the Neighborhood von verschiedenen Interpreten - Bill & Ted retten das Universum von verschiedenen Interpreten - Eurovision Song Contest: The Story of Fire Saga von verschiedenen Interpreten - Frozen 2 von verschiedenen Interpreten |                          |
| 2022 3. April 2022   | Andra Day | The United States vs. Billie Holiday               | - Cruella von verschiedenen Interpreten - Dear Evan Hansen von verschiedenen Interpreten - In the Heights von verschiedenen Interpreten - One Night in Miami … von verschiedenen Interpreten - Respect von Jennifer Hudson - Schmigadoon! Episode 1 von verschiedenen Interpreten |                          |
| 2023 5. Februar 2023 | Verschiedene Interpreten | Encanto                                            | - Elvis von verschiedenen Interpreten - Stranger Things: Soundtrack from the Netflix Series, Season 4 (Vol. 2) von verschiedenen Interpreten - Top Gun: Maverick von Harold Faltermeyer, Lady Gaga, Hans Zimmer & Lorne Balfe - West Side Story von verschiedenen Interpreten |                          |
| 2024 4. Februar 2024 | Verschiedene Interpreten | Barbie: The Album (Film Barbie)                    | - Aurora (TV-Serie Daisy Jones & the Six) - Black Panther: Wakanda Forever – Music from and Inspired By von verschiedenen Interpreten (Film Black Panther: Wakanda Forever) - Guardians of the Galaxy, Vol. 3: Awesome Mix, Vol. 3 von verschiedenen Interpreten (Film Guardians of the Galaxy, Vol. 3) - Weird: The Al Yankovic Story von Weird Al Yankovic (Film Weird: The Al Yankovic Story)                |                          |
| 2025 2. Februar 2025 | Bradley Cooper und das London Symphony Orchestra unter Leitung von Yannick Nézet-Séguin | Maestro: Music by Leonard Bernstein                | - The Color Purple von verschiedenen Interpreten - Deadpool & Wolverine von verschiedenen Interpreten - Saltburn von verschiedenen Interpreten - Twisters: The Album von verschiedenen Interpreten |                          |